# Publi Semproni Asel·lió
Publi Semproni Asel·lió  (en llatí Publius Sempronius Asellio) va ser un militar romà del segle ii aC. Formava part de la gens Semprònia, una gens romana de gran antiguitat, i era de la branca dels Asel·lió, d'origen plebeu.
Va ser tribú militar sota el comandament del cònsol Publi Corneli Escipió Emilià a Numància l'any 133 aC. Va escriure una història dels afers en què va prendre part directament. La seva obra sembla que començava amb la Tercera guerra púnica i contenia amb molt de detall tot el temps dels Gracs.
El títol exacte de l'obra no es coneix, i tampoc els llibres que la formaven. És bastant segur que no tenia la forma dels annals, o fets organitzats per anys, sinó més aviat era una descripció històrica. De vegades se cita com a Libri rerum gestarum, o també com a Historiae  i estava format per almenys 14 llibres.